# Pic del Lloset
El Pic del Lloset, o Pic Lloset, és una muntanya de 1.365,2 metres d'altitud del límit dels termes de les comunes de Noedes i Orbanyà, totes dues de la comarca del Conflent, a la Catalunya del Nord. És a la zona sud-oest del terme d'Orbanyà i a la nord-est de la de Noedes. És bastant a prop al sud-oest del poble d'Orbanyà, i al nord-est del de Noedes, al sud-est del Pic de la Mosquetosa i al nord-oest del Coll de Marsac.
És en una de zona molt concorreguda pels excursionistes de la Catalunya del Nord.